# 최금희
최금희(1981년 7월 1일~)은 조선민주주의인민공화국의 다이빙 선수로, 2006년 아시안 게임에서 동메달을 획득했다.